# 小潔的保姆日記
《小潔的保姆日記》是迪士尼頻道於2011年9月30日首播的美國電視影集。由黛比·蕾恩主演，另有珮頓·利斯特、卡梅隆·伯埃斯、凱倫·布拉爾與絲凱·傑克森等人演出。迪士尼於2012年3月11日宣佈製作第二季的消息。
台灣以「週五首映館」的形式從2012年4月20日開始每週二21:00首播，每次二集，到5月18日為止總共播十集。另外從同年5月6日開始每週日循環播出這十集，9月2日開始播出十集外的新集數。2012年9月5日到10月25日在每週三與週四於22:30也播出新集數。第二季播出后，2013年3月28日迪士尼頻道宣佈了製作第三季的計劃。從2013年7月7日到9月15日，迪士尼頻道開始在台灣播出第二季的前半部分集數（12集）；後半部分集數（16集）則在2014年1月5日到3月23日播出（包括三個一小時特別篇）。台灣5月17日開始每星期六晚上十點播出全新第三季。迪士尼頻道也在5月20日續訂第四季，並宣布該季為最終季。
2015年2月25日，迪士尼宣布本劇正式帷幕，並表示將開創衍生劇並定名為《夏令營》，並將由珮頓·利斯特、卡蘭·布拉爾與絲凱·傑克森以原角色繼續演出。在《終極蜘蛛人》裡，小潔、艾瑪、路克、拉維與祖麗皆有以動畫模樣客串過。
本劇官方集數98集，與《孟漢娜》並列迪士尼真人原創影集中集數第2多的影集（第一名為《少年魔法師》），而實際集數共101集，比《孟漢娜》（102集）少1集。

## 故事背景
來自德州小鎮嚮往大都市繁榮的小潔，為脫離她嚴格軍人父親的強勢掌控尋求自由新生活。因此離開胡德堡搬到紐約市，並意外成為羅斯家四個小孩的保姆。由於大家來自不同的城市與國家，所以羅斯一家彷彿就像個小型聯合國般，總有處理不完的狀況等著小潔善後。

## 角色

### 羅斯家
- 小潔·普雷斯考（台）/杰茜·（中）（Jessie Prescott）（黛比·蕾恩飾演，國語配音：高幼帆（第1季～第2季）、薛晴（第3季～第4季））（18－21歲）

全名:Jessica Marie Prescott。出身於德州小鎮，具有理想主義和機靈的女孩。因不想受到她那個海軍陸戰隊的軍人爸爸控制，便搬到紐約追逐她的夢想，卻因登場時皮夾遺失而被計程車司機逐出在大樓門口，無意間被祖麗恰巧「撿到」後成為羅斯家新保姆（Nanny），為羅斯夫婦照顧四個孩子的生活。她以前有很多悲傷約會經歷，而且經常跟孩子們和老傅講她被拋棄的故事。她來到紐約后就跟大堂門衛東尼結為好友，後來更成為情侶。第二季結尾，因雙方都承認互相已沒感覺而決定分手，但還保持朋友關係。第二季第9集提及自己是獨生女。
- 艾瑪·羅斯（Emma Ross）（珮頓·利斯特飾演，國語配音：胡念慈（第1季）、陳貞伃（第2～4季））

全名:艾瑪·依雯潔琳·羅斯（Emma Evangeline，第4季第5集）。唯一由羅斯夫婦親生的小孩，排行老大，喜歡打扮，經常和小潔一起配合祖麗的幻想。她是一位天真活潑，有點沒頭沒腦，憤世嫉俗的小女孩，最大夢想是重組這個世界並改成她想要的樣子。第一季裡她跟祖麗關係最好，與路克關係不佳，甚至不把路克當作弟弟看待。第二季中她開始重視身為大姐應當有的責任，跟路克關係也有所好轉，也開始將拉維視作弟弟。她還有著一個“時尚貓咪”（Kitty Couture）秘密身份，負責改善時尚界的缺陷。
- 路克·羅斯（Luke Ross）（卡梅隆·伯埃斯飾演，國語配音：張乃文）

全名:路克·費伯特·羅斯（Lucas Philbert）。羅斯家最先領養的小孩，排行老二，原出生地為底特律。臉上有雀斑，會想一些奇怪的主意。經常和拉維在一起，另外也會對小潔調情，喜歡小潔。雖他常常跟艾瑪吵架，但是也試著跟她交好。他的髒亂經常令人難堪。在第一和二季中，路克經常跟拉維一起玩，也視如親弟弟。但在第二季中也有見到跟祖麗籌畫惡作劇。他有隻填充動物叫做無尾熊肯尼，他跟肯尼寸步不離，但在第二季中決定放手。他非常喜歡電動玩具、街舞與在家裡製造一些惡作劇。第3季第5集揭示中間名來自親生祖父。續作中提及去參加學校暑期輔導並未前往夏令營。
- 拉維·羅斯（Ravi Ross）（卡蘭·布拉爾飾演，國語配音：孫若薇）

全名:拉維·古塔巴拉蘇拔拉曼尼恩·羅斯（第3季25集）。羅斯家最後領養的小孩，來自印度西孟加拉邦並生長十年半，排行老三。雖受領養前已住在孤兒院一段日子，但時常對新生活感到激動，說話方式和行為有時會帶一些「印度風格」（台版仍是標準國語）。養了一隻大鋸齒蜥蝪叫吉卜林（Kipling）先生。但在第一季結尾牠生了蛋，所以改口管它叫吉卜林太太。他經常會出一些很有用的點子，同時也是四個孩子里最有智慧的一個。他大部分時間都跟路克在一起，但對兩位姐妹也都很欣賞。似乎對小潔有一定程度的好感。第1季25集揭露因出生年資料錯誤，使羅斯夫婦以為自己是嬰兒。初期常稱呼養父母為Mr.Daddy/Mrs.Mommy，台版翻成「爸爸先生」及「媽媽大人/阿姨」。
- 祖麗（台）/祖瑞（中）·羅斯（Zuri Ross）（絲凱·傑克森（英语：Skai Jackson）飾演，國語配音：連思宇）

全名:祖麗·齊諾比亞·羅斯（第1季26集）。羅斯家第二個領養的小孩，剛出生時就從烏干達被領養，年紀最小。習慣於幻想的世界，尤其是把自己的幻想朋友如美人魚蜜莉（台）/米莉（中）（Millie the Mermaid）和現實混在一起。她在第一季里跟拉維關係最好，跟艾瑪也經常有來往。但在第二季中，她也有時跟路克來往。在第二季里大樓裡的史都華迷戀祖麗，卻經常被祖麗排斥。在美人魚蜜莉死了以後，她也顯得更加成熟起來。口頭禪是“嗯哼”。
- 老傅·溫克（台）/伯特伦·（中）（Bertram Winkle）（凱文·車伯倫（英语：Kevin Chamberlin）飾演，國語配音：張騰）

羅斯家管家（Butler），禿頭且身材肥胖。在劇情中經常表現懶散的性格，討厭處理小孩們遺留的髒亂。他做的飯被全家人公認為苦不堪言。口頭禪是“猜猜看誰不在乎、太遠了”。雖時常跟孩子們與小潔關係緊張，但心裡實際是深表關切的。
- 摩根·羅斯（Morgan Ross）（查爾斯·伊斯廷飾演）

孩子們的老爸，是個有名的大導演。試播集中揭示與喬治盧卡斯是朋友。有時會做出一些幼稚行為。
- 克莉絲提娜（台）/克里丝蒂娜（中）·羅斯（Christina Ross）（克莉絲汀娜·摩爾（英语：Christina Moore）飾演，國語配音：連思宇）

孩子們的老媽，是個時尚界前超級模特及商人。完結篇中決定回歸家庭，但由於長久不在家所以不理解子女作息，導致他們對她「愛理不理」。老傅也「佯裝」盡責，最後因這樣太累所以攤牌，但由於她認定「這些孩子太需要你」仍不忍開除。

### 大樓
- 東尼·奇克里尼（Tony Chicolini）（克里斯·蓋爾亞飾演，國語配音：徐偉翔）

公寓大樓裡的門衛。第一次見到小潔后跟她一見鍾情，後來更發展成男女朋友。他喜歡打保齡球，特別注意個人形象（尤其是制服上的肩章）。由於愛好與生活方式跟小潔截然不同，並導致兩人漸漸對彼此沒有了感覺，他們最後在第2季25集〈妒火中燒〉（Break Up and Shape Up）結尾分手。完結篇因闕太太決定引進自動門而失業，結尾時在小潔所在好萊塢片場擔任門衛負責開片場門。
- 闕蘿達太太（Mrs.Roada Chesterfield）（凱羅蘭·韓那熙（英语：Carolyn Hennesy）飾演，國語配音：張乃文）

大樓主委兼羅斯家樓下鄰居，對他們家言行舉止常感到不滿。她每次都把小潔名字說錯（如Bessie、Jazzy、Jessabelle、Nessie、 Essie、Tessie，台版則通通翻成小蝶、小茄等「小」開頭的名字），還特別討厭吉卜林太太。她有一隻寵物狗叫宙斯（Zeus），整天跟牠寸步不離。對老傅有一定程度的喜歡，曾結過6次婚。
- 史都華·伍頓（Stuart Wooten）

住在大樓裡的小孩，跟祖麗年紀相似，他們家也有保姆名為哈德森。他對祖麗喜歡到瘋狂至極，卻常常遭到祖麗厭惡排斥。他有著適用於不同場合的褲子。他的夢想是像他父母一樣當個外科手術醫生，他曾經把路克的無尾熊玩具夥伴肯尼給治好。

### 學校
- 康妮·湯普森（Connie Thompson）（茜耶拉·麥闊米克（Sierra McCormick）飾演，國語配音：連思宇）

路克學校裡的女孩，一直在暗戀路克。因言行舉止通常都很古怪嚇人，以致被路克起名為“驚悚康妮”（Creepy Connie）。第1季第7集初登場時被小潔推派，想幫路克學習數學，該季23集中為當上小潔舞台劇女主角以便藉此親吻路克而製造「意外」驅除先前決定人選，最後在小潔開示下於該集結尾跟拉維在一起，但第3季11集再次登場時卻假裝不記得他。她也是《哈利波特》狂熱粉絲。
- 羅西（Rosie）凱利·古爾德（Kelly Gould）飾演

艾瑪在學校裡新交的朋友。起初她還對艾瑪的富家舉止而感到厭倦，但後來兩人漸漸達成共識，成爲了最好的朋友。她住在離學校偏僻的地方，在家裡有很多寵物，還經常有老鼠出沒。
- 潘妮教練／小隊長（Coach/Troop Leader Penny）

學校裡的體育教練，祖麗所在的童子軍領隊。她跟小潔一樣有著痛苦的感情經歷。在Why Do Foils Fall in Love那集里，她聽過小潔寫的假歌后開始跟她敵對。她還有個女兒，動不動就管她媽媽叫“長官”。
- 布琳·布雷拔（Bryn Breitbart）（凱瑟琳·麥克納梅拉飾演，國語配音：張乃文）

學校裡來的新同學。第一次跟艾瑪見面時就搶走了她所有的朋友，後來她的惡習被揭穿。之後她又跟艾瑪在學校新聞上搶戲，結果把她和路克陷害及踢出新聞組。她接下來的計劃是加入年鑑小組，確保羅斯一家沒人能夠上年鑑。

### 其他人物
- 阿嘉莎（Agatha）（珍妮佛·菲爾（英语：Jennifer Veal）飾演，國語配音：孫若薇）

跟小潔作對的霸道保姆。自己外表醜陋，常常被人排斥。她有個漂亮雙胞胎妹妹叫做安吉拉，但卻比她還要邪惡。
- 彼得警員（Officer Petey）（喬伊·瑞奇（英语：Joey Richter）飾演）

公園裡負責巡邏的警察，他有時的行為很讓人費解，做警察工作時也一塌糊塗。他喜歡即興表演，在雙胞龍麵館里參加即興表演課。在第2季11集〈禍起蕭牆〉（Pain in the Rear Window）里他喜歡上了阿嘉莎，但後來發現阿嘉莎的外表醜陋並非裝扮的，就開始對她產生恐懼。
- 約翰·偉恩·普雷斯考（John Wayne (JW) Prescott）

小潔父親，德州軍區塔維拉營區中校。他一向對小潔嚴格，也很希望他能夠加入軍隊。在第2季26集〈女兵小潔〉一集中，他跟達拉的媽媽貝佛利·夏南上校兼營區指揮官結婚。
- 達拉·夏南（Darla Shannon）（莫莉·柏奈特（Molly Burnett）飾演，國語配音：張乃文）

小潔在德州死對頭。她經常跟小潔鬧不和，為人百般高傲且奸詐狡猾。小潔在向孩子們描述達拉時說她是「女巫和惡魔」的化身。還說自己在小時候有好幾次甚至還被她丟進水井里讓他人找不到。在〈女兵小潔〉一集中，她媽媽貝佛利跟小潔爸爸結了婚，所以跟小潔成了繼姐妹，於是兩人只好和解。她的弟弟凱勒柏也愛上了艾瑪，因兩家不和所以兩人私奔到軍需用品庫里。第4季第2集〈誠實為上〉(A Close Shave)再次登場探望小潔，當集也揭示她是「沙碗航空」（Dust Bowl Airlines）空服員。
- 布瑪（Boomer）（嵐巴多·鮑亞（英语：Lombardo Boyar）飾演）

公園裡艾瑪打工的「帝國大廈快餐攤」老闆，曾經是個拳擊手。第3季11集結尾揭示為康妮舅舅。
- 布洛克·溫渥斯（Brooks Wentworth）（皮爾森·福德飾演）

闕太太兒子，在動物避難所工作。在第三季結尾成為小潔男友，並且向她求婚。但是婚禮前他在非洲找到了工作，被迫跟小潔分手。

### 客串人物
- 雪莉·麥可(Shaylee Michaels)（瑪雅·米雪兒飾演 国语配音：孫若薇）

一位成功的澳大利亞女演員，後來與小潔成為朋友。她也是該系列中唯一一個除小潔外能讓路克極度迷戀的女孩。
- 泰蒂（台）/泰迪（中）·邓肯(Teddy Duncan)（布莉琪·門德勒飾演 国语配音：孫若薇）（第3季第7集）

於聖誕節前夕去紐約前往紐約大學面試（《我愛夏莉》），因地鐵暫停行駛而認識小潔與祖麗，最後因暴風雪襲擊洛磯山脈無法回到丹佛而聯絡上小潔，和羅斯家一起過聖誕節。
- 阿傑（台）/ PJ（中）·邓肯(PJ Duncan)（傑森·多利飾演 国语配音：徐偉翔）（第3季第7集）

於聖誕節前夕陪泰蒂去紐約（《我愛夏莉》），在當地酸菜熱狗堡攤子幫老闆看顧時遇到了斯凱勒並得知她上了丹佛大學，兩人也因此復合。最後因暴風雪襲擊洛磯山脈無法回到丹佛而跟妹妹一同前去羅斯家一起過聖誕節。
- 麥肯西（Mackenzie）（吉娜維芙·漢內柳斯飾演 国语配音：陳貞伃）（第3季11集）

康妮室友，比她還要瘋狂迷戀路克（稱為「瘋麥」）。真實身分是康妮用來轉移自身焦點而找的演員，目的是想因此跟路克更加親近甚至結婚。事實上本人對路克根本沒感覺，她最後也對康妮將所有人綁在頂樓強迫看她結婚的作為極度驚恐。
- 馬立安·莫斯比（Mr.Marion Moseby）（菲爾·路易斯飾演 國灣配音：夏治世）（第4季第5集）

原頂上號經理（《小查與寇弟的頂級遊輪生活》），郵輪拆除後轉任紐約頂上飯店經理。為想撞開艾瑪住房房門的小潔開示，說明自己在遊輪上學到的經歷，也就是應試著跟對方晚輩努力溝通而不是光生氣指責；最後在走廊打手機告訴寇弟說到小潔與貝莉的「相像」(現實中，小潔與貝莉是同一個女演員飾演)。(現實中路易斯本人也是本劇部分集數導演)。

## 集數列表
| 季數 | 季數 | 集數 | 播出日期（美國） | 播出日期（美國） | 播出日期（台灣） | 播出日期（台灣） |
| 季數 | 季數 | 集數 | 首播             | 季終             | 首播             | 季終             |
| ---- | ---- | ---- | ---------------- | ---------------- | ---------------- | ---------------- |
|      | 1    | 26   | 2011年9月30日    | 2012年9月7日     | 2012年4月20日    | 2012年10月25日   |
|      | 2    | 26   | 2012年10月5日    | 2013年9月13日    | 2013年7月7日     | 2014年3月23日    |
|      | 3    | 26   | 2013年10月5日    | 2014年11月28日   | 2014年5月17日    | 2015年           |
|      | 4    | 20   | 2015年1月9日     | 2015年10月16日   | TBA              | TBA              |

## 註解
1. ↑  .   [2012-08-20]. （原始内容存档于2014-10-27）. 外部链接存在于|title= (帮助)
2. ↑  .   [2012-08-20]. （原始内容存档于2012-11-10）. 外部链接存在于|title= (帮助)
3. ↑  .   [2012-08-20]. （原始内容存档于2013-03-14）. 外部链接存在于|title= (帮助)
4. ↑  .   [2012-08-20]. （原始内容存档于2013-09-21）. 外部链接存在于|title= (帮助)
5. ↑  .   [2012-08-20]. （原始内容存档于2013-03-14）. 外部链接存在于|title= (帮助)
6. ↑  .   [2012-03-12]. （原始内容存档于2012-04-17）.
7. ↑  2:30播出一集，並在同一天23:30重播。9月9日開始改為剛好23:30一個時段。
8. ↑  Hannah Montana wiki－Episode Guide （页面存档备份，存于），如計入未播集－第2季30集的數字

## 外部連結
- 官方网站（英文）
- 官方網站（繁體中文）
- 互联网电影数据库（IMDb）上《小潔的保姆日記》的资料（英文）
- 小潔的保姆日記維基 （页面存档备份，存于）（英文）